# Rugney
Rugney település Franciaországban, Vosges megyében. Lakosainak száma 131 fő (2022. január 1.). Rugney Bouxurulles, Brantigny, Florémont, Savigny és Ubexy községekkel határos.

## Népesség
A település népessége az elmúlt években az alábbi módon változott:
| Lakosok száma | 112  | 134  | 139  | 141  | 138  | 134  | 131  | 130  | 131  |
|               | 2013 | 2015 | 2016 | 2017 | 2018 | 2019 | 2020 | 2021 | 2022 |